# Compagnie du Mont-Blanc
De Compagnie du Mont-Blanc (CMB), opgericht in 2000, is de maatschappij die instaat voor de exploitatie van de skigebieden, skiliften en tandradbanen in de vallei van Chamonix-Mont-Blanc bij de Mont Blanc, Frankrijk.

## Activiteiten
Tot de skiliften en tandradbanen die zij beheren behoren onder meer:
- de lift op Aiguille du Midi
- Chemin de fer du Montenvers
- Tramway du Mont Blanc